# Trauer muss Elektra tragen (Film)
Trauer muss Elektra tragen (Originaltitel Mourning Becomes Electra) ist ein US-amerikanischer Spielfilm von 1947 mit Rosalind Russell und Michael Redgrave in den Hauptrollen unter der Regie von Dudley Nichols. Der Film basiert auf dem gleichnamigen Theaterstück von Eugene O’Neill, welches die Orestie von Aischylos in die Zeit des Amerikanischen Bürgerkrieges verlegt.

## Handlung
Mit dem Ende des Sezessionskrieges beginnt der Niedergang der wohlhabenden Familien Mannon. Unmittelbar vor der Rückkehr ihres Vaters Ezra und ihres Bruders Orin besucht Lavinia Mannon gemeinsam mit ihrer Mutter Christine Verwandte in New York. Lavinia erfährt, dass ihre Mutter ein Verhältnis mit dem wesentlich jüngeren Adam Brant unterhält. Getrieben von dem schon lange Zeit währenden Hass auf ihre Mutter unternimmt Lavinia Nachforschungen über den Liebhaber ihrer Mutter. Sie entdeckt, dass Adam in Wirklichkeit ein geborener Mannon ist und konfrontiert ihre Mutter mit dem Wissen. Christine weiß jedoch schon um die wahre Identität von Adam und plant dennoch, mit ihm durchzubrennen, da sie ihren Ehemann Ezra aus tiefster Seele verabscheut. Da eine Scheidung von Ezra jedoch nicht möglich scheint, plant Christine, ihren Ehemann zu vergiften. Sie weiht Adam in ihre Pläne ein. In der Nacht von Ezras Heimkehr scheint der Plan zu funktionieren, doch in letzter Sekunde betritt Lavinia den Tatort und kann zumindest Spuren des Gifts an sich nehmen. Unmittelbar nach seiner Rückkehr beginnt Orin die wahren Hintergründe, die zum Tod seines Vaters geführt haben, zu erforschen. Christine behauptet, Lavinia habe den Verstand verloren und würde Lügen über sie erzählen. Zunächst glaubt Orin seiner Mutter, doch Lavinia kann ihn von der Wahrheit überzeugen. Außer sich vor Wut und angestachelt von Lavinia, erschießt Orin schließlich Adam. Die Geschwister konfrontieren ihre Mutter mit den Tatsachen, die sich vor ihren Augen eine Kugel in den Kopf schießt, um der Schande einer Verhaftung zu entgehen.
In den Wochen nach den Ereignissen wird Orin mehr und mehr von seiner Schuld zerfressen, während Lavinia, endlich von ihren herrschsüchtigen Eltern befreit, zu einer jungen Frau erblüht. Ihr Versuch, sich mit Peter Niles zu verloben und einen Neuanfang zu beginnen scheitert jedoch, da auch Peter unter seiner Familie leidet und unfähig ist, zu lieben. Am Ende erkennen Orin und Lavinia, dass die Toten die Herrschaft über ihr Leben übernommen haben. Orin tötet sich selber und Lavinia vernagelt Türen und Fenster und beschließt, niemals wieder das Haus zu verlassen.

## Hintergrund
Eugene O’Neill veröffentlichte sein Stück Trauer muss Elektra tragen 1931. Die Handlung basiert in weiten Teilen auf der Orestie von Aischylos, verlegt sie jedoch in die 1860er Jahre und nach Neuengland. Alla Nazimova spielte die Rolle der Christine alias Clytemnestra und Alice Brady übernahm die Rolle der Lavinia, alias Electra während der 150 Aufführungen, die das Stück erlebte. 1935 gab es erste Pläne, den Stoff mit Katharine Hepburn als Lavinia zu verfilmen. Erst 1945 wurden konkrete Maßnahmen für eine Leinwandadaption gestartet. Dudley Nichols, ein enger Freund von O’Neill und die Schauspielerin Rosalind Russell überzeugten das Studio RKO, das Wagnis zu übernehmen. Für die Rolle der Christine war Greta Garbo im Gespräch, die die Rolle jedoch unverzüglich ablehnte. Am Ende erhielt Katina Paxinou den Zuschlag. Das Studio plante zunächst, James Mason als Orin, alias Orest, einzusetzen, entschied sich jedoch für Michael Redgrave. Nach eigenem Bekunden wollte Rosalind Russell ursprünglich die Rolle der Christine übernehmen und sah in Olivia de Havilland die ideale Besetzung für Lavinia. Die Schauspielerin berichtete ebenfalls, dass die Dreharbeiten problematisch und anstrengend waren, ein Eindruck, den auch Michael Redgrave teilte.
Die erste Fassung des Films lief 175 Minuten und wurde nach desaströsen Previews auf 157 Minuten geschnitten und schließlich noch einmal auf 121 Minuten Laufzeit gekürzt.
Rosalind Russell erhielt für ihre Darstellung ihre zweite Nominierung als beste Hauptdarstellerin, verlor jedoch zur allgemeinen Überraschung gegen Loretta Young in Die Farmerstochter.

## Kinoauswertung
Der Film, der im deutschsprachigen Raum auch unter dem Namen Trauer muss Elektra tragen veröffentlicht wurde, kostete 2.342.000 US-Dollar in der Herstellung und erwies sich an der Kinokasse als katastrophaler Reinfall. Er spielte lediglich 435.000 US-Dollar ein. Am Ende hatte das Studio einen horrenden Verlust in Höhe von 2.310.000 US-Dollar zu verzeichnen.

## Kritiken
Die Kritiken waren durchwachsen. Die Regie wurde meist als langatmig und statisch empfunden, während die Darsteller nicht den Ansprüchen der Rollen gerecht werden würden.
Bosley Crowther fand in The New York Times deutliche Worte für die Inszenierung.

„Allerdings muss festgestellt werden, dass ‘Mourning Becomes Electra’ auf der Leinwand weit entfernt ist von der fesselnden Wirkung des Bühnenstücks – es bleibt eine statische und langweilige Angelegenheit.“

## Auszeichnungen
Es gab bei der Oscarverleihung 1948 insgesamt zwei Nominierungen in den Kategorien:
- Bester Hauptdarsteller – Michael Redgrave
- Beste Hauptdarstellerin – Rosalind Russell

Bei den Golden Globe Awards 1948 gab es eine Auszeichnung in der Kategorie:
- Beste Hauptdarstellerin – Rosalind Russell

Die National Board of Review vergab 1947 einen Preis der Kategorie:
- Beste Hauptdarsteller – Michael Redgrave